# ニュートン郡 (ジョージア州)
ニュートン郡（英: Newton County）は、アメリカ合衆国ジョージア州の郡である。人口は11万2483人（2020年）。郡庁所在地はコビントンであり、同郡で人口最大の都市である。
ニュートン郡はアトランタ都市圏（正確にはアトランタ・サンディスプリングス・マリエッタ大都市統計地域）に属している。

## 歴史
ニュートン郡はアメリカ独立戦争の時に「沼の狐」フランシス・マリオン将軍の下に仕えたジョン・ニュートン軍曹に因んで名付けられた。1821年12月24日に設立された。南北戦争のとき、コブのリージョンに属したラマー歩兵連隊を供給した。アメリカ合衆国にはニュートン郡とジャスパー郡が隣り合わせである州が5つあり、ジョージア州もその1つである。
1878年後半、テレビ映画『爆発!デューク』の第1話がコビントン市周辺で撮影された。テレビ番組『In The Heat of the Night』も1988年から1995年にコビントン市で撮影された。また、2000年の映画『タイタンズを忘れない』では、多くのシーンがコビントン市中心街にある「ザ・スクエア」で撮影され、最後のフットボールのシーンも「ザ・スクエア」近くにあるホーマー・シャープ・スタジアムで撮影された。2010年からテレビで放送されている『ヴァンパイア・ダイアリーズ』は「ザ・スクエア」で撮影されている。その他1992年の映画『いとこのビニー』、1986年の映画『13日の金曜日パート6:ジェイソン・リブズ』、2009年のロブ・ゾンビ監督映画『ハロウィンII』（2007年の『ハロウィン』の続編）も「ザ・スクエア」周辺で撮影された。
ニュートン郡はジョージア4Hクラブの生誕地とされている。実際に1904年のガールズ・キャニングとボーイズ・コーン・クラブが1906年にG・C・アダムズによって4Hクラブと改名された。これは最初の4Hクラブが1905年にアイオワ州で設立された直後のことだった。

## 地理
アメリカ合衆国国勢調査局に拠れば、郡域全面積は279.19平方マイル (723.1 km2)であり、このうち陸地276.43平方マイル (716.0 km2)、水域は2.76平方マイル (7.1 km2)で水域率は0.99%である。

### 主要高規格道路

#### 州間高速道路
- 州間高速道路20号線

#### アメリカ国道
- アメリカ国道278号線

#### ジョージア州道
- ジョージア州道11号線
- ジョージア州道12号線
- ジョージア州道20号線
- ジョージア州道36号線
- ジョージア州道81号線
- ジョージア州道138号線
- ジョージア州道142号線
- ジョージア州道162号線
- ジョージア州道162号線接続路
- ジョージア州道212号線
- ジョージア州道402号線

### 隣接する郡
- ウォルトン郡 - 北
- モーガン郡 - 東
- ジャスパー郡 - 南東
- バッツ郡 - 南
- ヘンリー郡 - 南西
- ロックデール郡 - 北西

## 人口動態
以下は2000年国勢調査による人口統計データである。
| 基礎データ - 人口: 62,001人 - 世帯数: 21,997 世帯 - 家族数: 17,113 家族 - 人口密度: 87人/km2（224人/mi2） - 住居数: 23,033軒 - 住居密度: 32軒/km2（83軒/mi2） 人種別人口構成 - 白人: 55.27% - アフリカン・アメリカン: 45.21% - ネイティブ・アメリカン: 0.22% - アジア人: 0.72% - 太平洋諸島系: 0.02% - その他の人種: 0.58% - 混血: 0.98% - ヒスパニック・ラテン系: 1.87% 年齢別人口構成 - 18歳未満: 27.7% - 18-24歳: 8.9% - 25-44歳: 32.1% - 45-64歳: 21.5% - 65歳以上: 9.9% - 年齢の中央値: 33歳 - 性比（女性100人あたり男性の人口） - 総人口: 94.7 - 18歳以上: 90.2 | 世帯と家族（対世帯数） - 18歳未満の子供がいる: 37.7% - 結婚・同居している夫婦: 59.2% - 未婚・離婚・死別女性が世帯主: 14.1% - 非家族世帯: 22.2% - 単身世帯: 18.3% - 65歳以上の老人1人暮らし: 6.6% - 平均構成人数 - 世帯: 2.77人 - 家族: 3.14人 収入と家計 - 収入の中央値 - 世帯: 44,875米ドル - 家族: 49,748米ドル - 性別 - 男性: 36,742米ドル - 女性: 26,097米ドル - 人口1人あたり収入: 19,317米ドル - 貧困線以下 - 対人口: 10.0% - 対家族数: 7.2% - 18歳未満: 14.9% - 65歳以上: 8.8% |

## 都市と町
- コビントン - 郡庁所在地
- マンスフィールド
- ニューボーン
- オックスフォード
- ポーターデール
- ソーシャルサークル
- スターズビル - ほとんど廃村の状態、コビントン市南東の歴史的な開拓地